# Faustino martire
San Faustino è un martire venerato come santo dalla Chiesa cattolica, considerato patrono di Pontedera e di Vaglio Basilicata. Le sue reliquie, traslate da Roma nel XVII secolo, sono conservate nel Duomo di Pontedera, dove ogni anno si celebra la sua festa patronale.

## Agiografia
Non esistono fonti agiografiche antiche relative a san Faustino di Pontedera. Secondo gli studi condotti sulla sua salma nel XXI secolo dal paleoantropologo Francesco Mallegni, si tratterebbe di un giovane uomo vissuto in epoca imperiale, il cui scheletro si trovava nel cimitero romano di San Ciriaco, uno dei luoghi di sepoltura paleocristiani di Roma.

## Culto
Le reliquie furono estratte dal cimitero di San Ciriaco nel 1660 e assegnate alla compagnia dei Santi Sebastiano e Rocco di Pontedera, detta dei "Bianchi", per concessione del Prefetto del Sacrario Apostolico. L'8 agosto dello stesso anno, un'imponente processione di confratelli e fedeli accolse la cassa con le reliquie giunta da Roma.
In ricordo di quell'evento, la festa del santo fu inizialmente fissata alla prima domenica di agosto. Nel 1801, la popolazione di Pontedera ottenne dall'arcivescovo di Pisa Angelo Franceschi il riconoscimento ufficiale di San Faustino come patrono della città. Nel 1968, per favorire una maggiore partecipazione popolare, la ricorrenza fu spostata al secondo giovedì di ottobre, data ancora oggi celebrata.
Nel gennaio 2018 fu denunciato il furto dell'aureola in metallo prezioso che ornava la reliquia esposta nella cappella a lui dedicata nel duomo cittadino.